# Земя и страст
„Земя и страст“ (на португалски: Terra e Paixão) е бразилска теленовела, продуцирана и излъчена от ТВ Глобо през 2023 г.
С участието на Кауа Реймънд, Барбара Рейс, Джони Масаро, Пауло Лесса, Дебора Фалабела, Агата Морейра, Тони Рамос и Глория Пирес.

## Актьори
- Кауа Реймънд – Кайо Мейрелес Ла Селва
- Барбара Рейс – Алин Барозу Мачадо
- Джони Масаро – Даниел Ла Селва
- Пауло Лесса – Жонатас дос Сантос
- Дебора Фалабела – Лусинда до Кармо Аморим
- Агата Морейра – Граса Боргин Джункейра
- Тони Рамос – Антонио Ла Селва
- Глория Пирес – Ирен Пинейро Ла Селва
- Елиане Джардини – Агата Сантини Ла Селва
- Тата Вернек – Анели до Кармо / Райня Делисия
- Райнер Кадет – Луиджи Сан Марко

## Премиера
Премиерата на Земя и страст е на 8 май 2023 г. по TV Globo.